# Le Rouret
Le Rouret är en kommun i departementet Alpes-Maritimes i regionen Provence-Alpes-Côte d'Azur i sydöstra Frankrike. Kommunen ligger  i kantonen Le Bar-sur-Loup som ligger i arrondissementet Grasse. År 2022 hade Le Rouret 4 198 invånare.

## Befolkningsutveckling
Antalet invånare i kommunen Le Rouret
Referens: INSEE